# Hylophilus olivaceus
Hylophilus olivaceus е вид птица от семейство Vireonidae. Видът е почти застрашен от изчезване.

## Разпространение
Видът е разпространен в Еквадор и Перу.